# ダ・ヴィンチ (雑誌)
『ダ・ヴィンチ』は、KADOKAWAが発行する書籍情報などを取り扱う月刊誌。1994年4月に株式会社リクルートが創刊（1994年5月創刊号／1巻1号）、初代発行人は木村義夫、編集長は長薗安浩、アートディレクターは市川敏明、表紙デザインはサカグチケン。
メディアファクトリーへの移管後、同社が2011年に角川グループホールディングス（現・KADOKAWA）の子会社となったことにより、角川グループの雑誌となった。2013年10月にメディアファクトリーがKADOKAWAに吸収合併された後、2015年3月まではKADOKAWA メディアファクトリーブランドで発行されていた。

## 特色
- 文芸誌ではあるが、一般小説のみならず漫画やライトノベルも積極的に紹介するなどサブカルチャー志向である。
- 表紙は主に、若者に人気のある俳優やミュージシャン、タレントなどをモデルとして起用し、それぞれ自分が一番好きな本を手に持って写る。
- 毎号大きな特集が2つあり、特定の小説家や漫画家に焦点を当てたものの他に、「セックスフル or セックスレス」「ネット恋愛」「ジャパニーズ・エロティシズム」などの際どいテーマも特集されることがある。
- コミックエッセイというジャンルを生み出した雑誌である。ブレイク前の大田垣晴子や小栗左多里を抜擢してベストセラーのきっかけを作り、そこから派生して「コミックエッセイ劇場」が誕生している。

## 本誌となじみ深い有名人
- 荒木経惟
- 大田垣晴子
- 小栗左多里・トニー・ラズロ
- けらえいこ
- 佐野史郎
- しりあがり寿
- 鈴木ともこ
- たかぎなおこ
- 爆笑問題
- 一青窈
- 藤野美奈子
- 穂村弘
- 益田ミリ
- 宮台真司
- 山岸凉子
- 若林正恭

など

## 複数回表紙を飾った有名人
- 浅野忠信
- 上戸彩
- 大槻ケンヂ
- 小泉今日子
- 小雪
- 坂口憲二
- 鈴木京香
- 竹内結子
- 田中麗奈
- 鶴田真由
- 中山美穂
- 永瀬正敏
- 深田恭子
- 藤井フミヤ
- 藤木直人
- 宮沢りえ
- 本木雅弘
- 蒼井優
- TEAM NACS
  - 森崎博之
  - 安田顕
  - 戸次重幸
  - 大泉洋 - 2020年現在、歴代1位[2]
  - 音尾琢真
- 水曜どうでしょう（鈴井貴之・大泉洋・藤村忠寿・嬉野雅道）

## Webサイト
電子書籍を中心に本や漫画のニュース・レビューを行うサイトを運営している。2010年11月に「ダ・ヴィンチ電子部」を開始、2011年9月に同サイトを統合する形で「ダ･ヴィンチ電子ナビ」が開始した。2014年1月29日に「ダ・ヴィンチニュース」に、2022年2月に「ダ・ヴィンチWeb」に名称変更。